# Нововасильківка
Нововасилькі́вка — село в Україні, у Васильківській селищній територіальній громаді Синельниківського району Дніпропетровської області. Населення становить 107 осіб.

## Історія
12 червня 2020 року, відповідно до розпорядження Кабінету Міністрів України № 709-р від «Про визначення адміністративних центрів та затвердження територій територіальних громад Дніпропетровської області», увійшло до складу Васильківської селищної громади.
19 липня 2020 року, в результаті адміністративно-територіальної реформи і ліквідації Васильківського району, село увійшло до складу новоутвореного Синельниківського району.

## Географія
Село Нововасильківка розташоване на заході Синельниківського району. На півдні межує з селом Манвелівка, на півночі з селом Катеринівка. По селу протікає пересихаючий струмок з загатою.

## Населення

### Мова
Розподіл населення за рідною мовою за даними перепису 2001 року:
| Мова       | Кількість | Відсоток |
| ---------- | --------- | -------- |
| українська | 99        | 92.52%   |
| російська  | 7         | 6.54%    |
| білоруська | 1         | 0.94%    |
| Усього     | 107       | 100%     |